# Herbert Croy
Heinrich Herbert Croy (* 13. Mai 1904 in Schönau; † 11. April 1958 in Berlin-Weißensee) war ein deutscher Politiker und Funktionär der DDR-Blockpartei Demokratische Bauernpartei Deutschlands (DBD).

## Leben
Croy war Melkereibesitzer in Berlin und von 1950 bis 1954 als Berliner Vertreter Mitglied der DBD-Fraktion der Volkskammer der DDR. In dieser Zeit war er ansässig in Berlin-Malchow.